# Trygve-Lie-Park

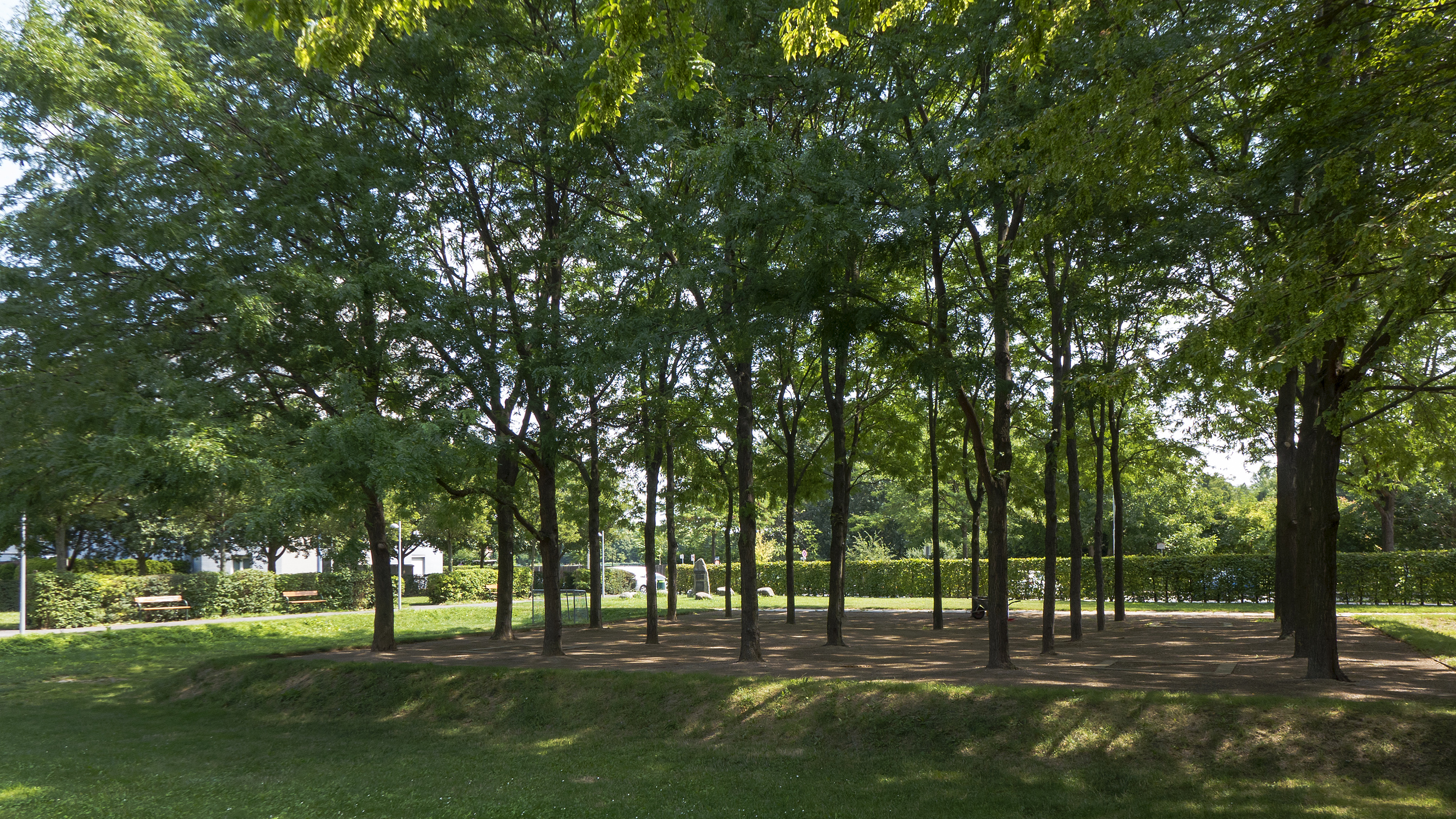
Trygve-Lie-Park

Der Trygve-Lie-Park ist eine Parkanlage im Bezirksteil Aspern des 22. Wiener Gemeindebezirks Donaustadt. Er liegt im südöstlichen Teil des Mitte der 1990er Jahre errichteten Norwegerviertels und ist nach dem norwegischen Politiker Trygve Lie benannt.

## Geschichte

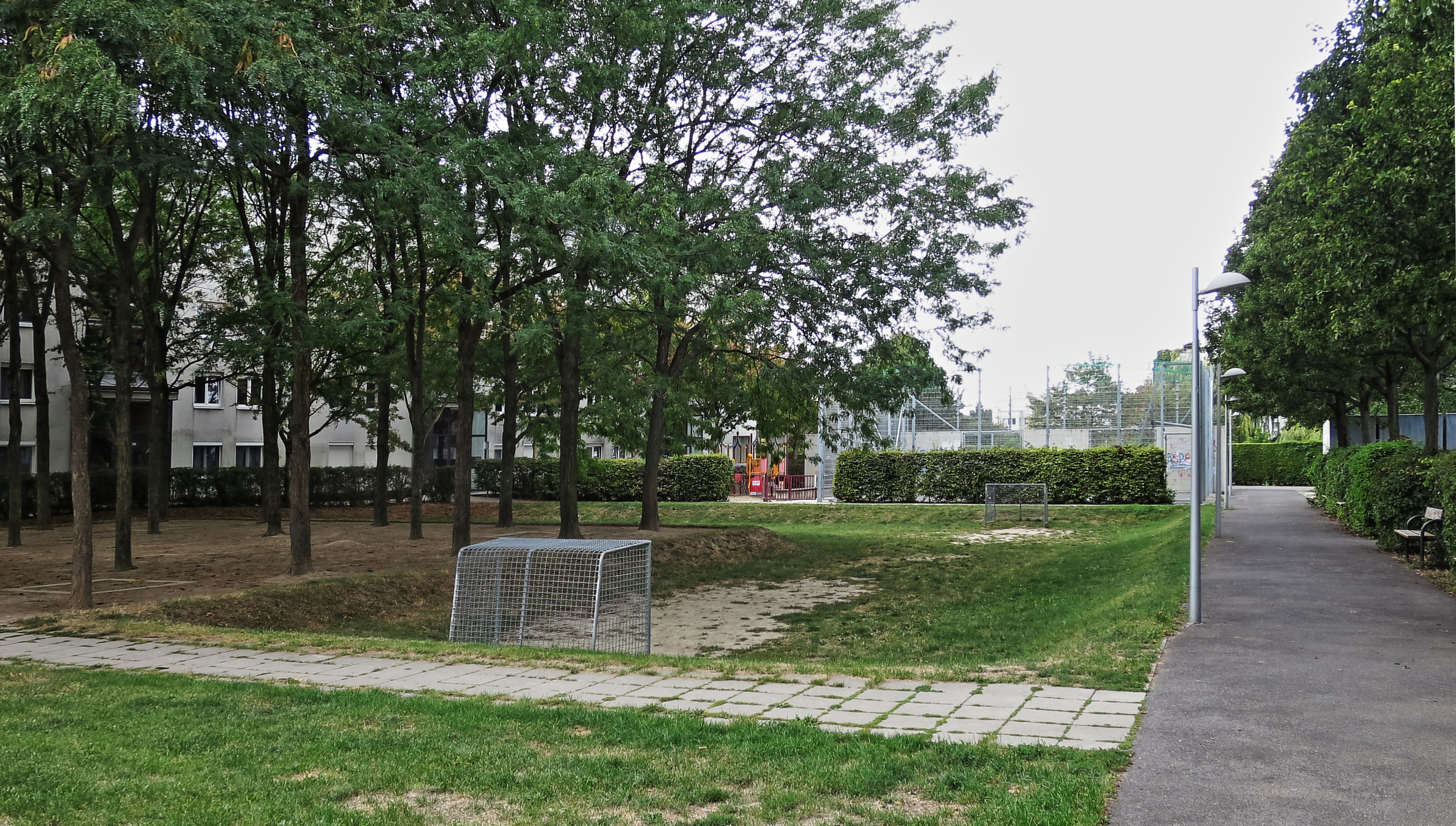
Bolzplatz

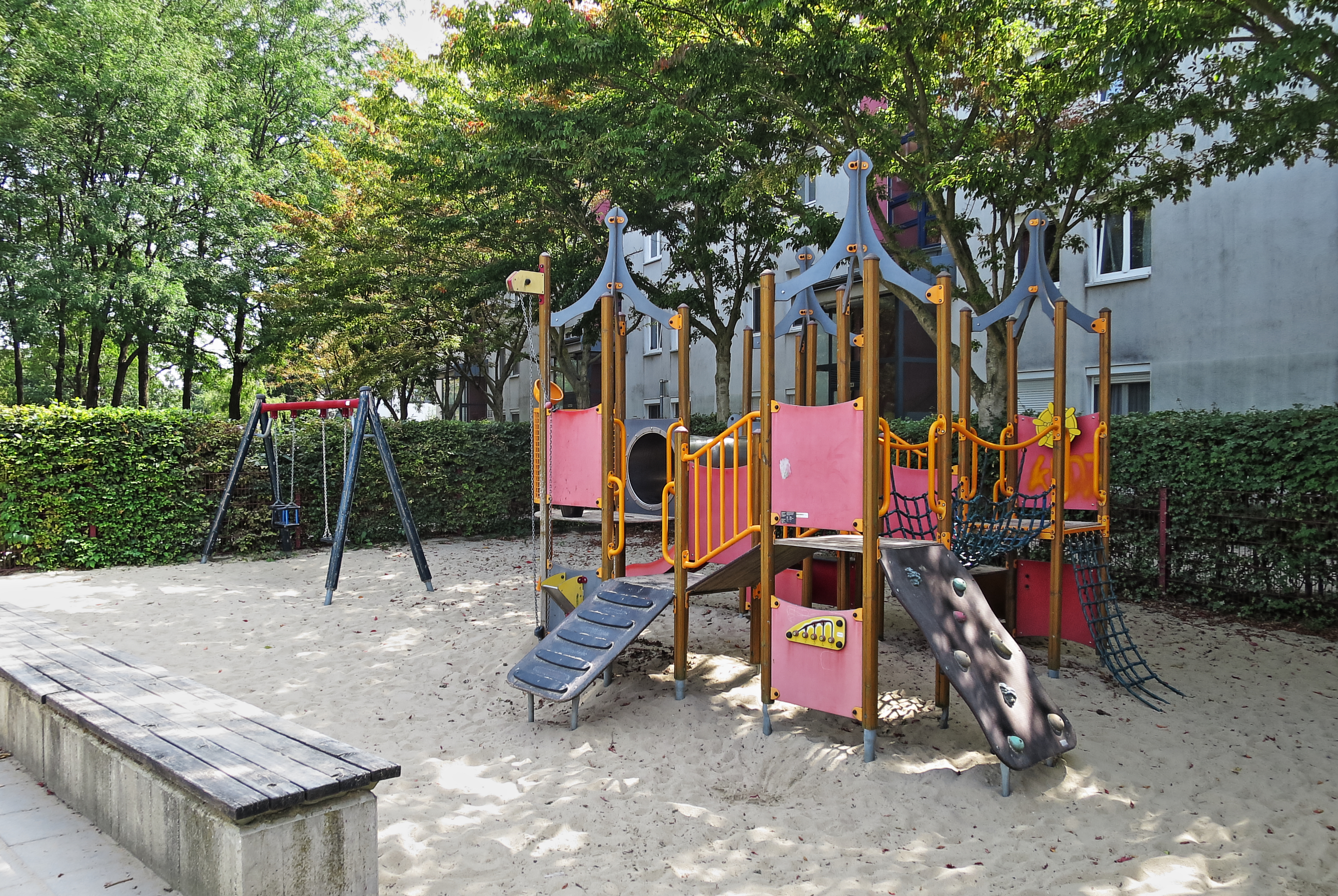
Spielplatz

Im Bereich des heutigen Trygve-Lie-Parks befand sich einst eine Sumpf- und Wiesenlandschaft am Rande des Mühlwassers, dessen nördlicher Nebenarm vor der 1875 abgeschlossenen Wiener Donauregulierung bis zur heutigen Wulzendorfstraße reichte. Spätestens Anfang des 19. Jahrhunderts wurde westlich der Ortschaft Aspern ein Krautgarten angelegt, der fast bist zum Areal des heutigen Parks reichte. Später befanden sich hier die Haidäcker, die sich nach Westen bis zum Kapellenweg erstreckten. Mitte der 1990er Jahre wurden auf der ehemaligen Ackerfläche zahlreiche Wohnbauten sowie eine Schule errichtet. Da alle hier neu entstandenen Verkehrsflächen nach norwegischen Städten benannt wurden (Bergengasse, Hammerfestweg, Hortengasse, Osloplatz, Sandefjordgasse, Stavangergasse, Tönsbergweg und Trondheimgasse), etablierte sich bald der umgangssprachliche Name Norwegerviertel für diese Gegend. 
Eine Fläche, über der sich eine zwischen Dampfkraftwerk Donaustadt und Kraftwerk Simmering verlaufende 110-kV-Hochspannungsleitung sowie ein Freileitungsmast befinden, blieb frei, da sie für eine Verbauung ungeeignet war. Hier entstand 1997 nach Plänen der Landschaftsarchitekten Jakob Fina und Barbara Bacher ein Park, der aufgrund eines Gemeinderatsbeschlusses vom 11. April 1997 nach dem norwegischen Politiker und ersten Generalsekretär der Vereinten Nationen Trygve Lie benannt wurde. Speziell für Jugendliche wurde östlich des Parks, jenseits der Stavangergasse, der 2010 eröffnete Jugendplatz Asperner Wies‘n errichtet. 2016 wurde der Streetballplatz im Trygve-Lie-Park erneuert und erhielt einen höheren Metallzaun, der mit einem Netz überspannt ist.

## Lage und Beschreibung

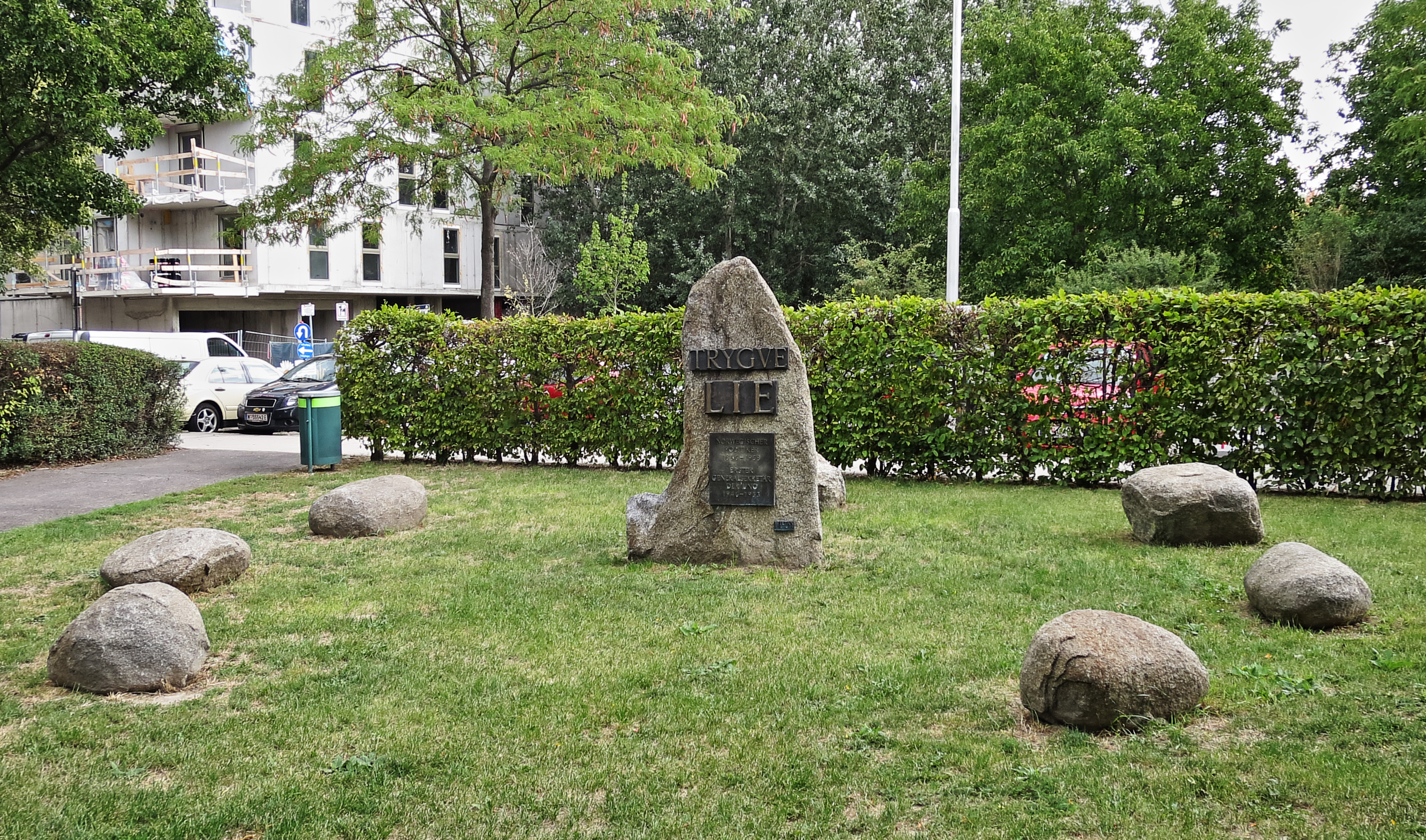
Trygve-Lie-Denkmal

Der etwa 4000 m² große Trygve-Lie-Park hat eine rechteckige Grundfläche und wird von der Stavangergasse und dem Tönsbergweg sowie von zwei Gehwegen der angrenzenden Wohnhausanlagen begrenzt. Er verfügt über einen Kinderspielplatz, einen Streetballplatz und einen einfachen, nicht eingezäunten und mit kleinen Fußballtoren aus Metall ausgestatteten Bolzplatz, dessen Begrenzung sich aus einem leicht abgesenktem Bodenniveau ergibt. Die rechtwinkelig angeordneten Gehwege sind gegenüber den Begrenzungen des Parks schräg versetzt, am Hauptweg und im Bereich des Spielplatzes befinden sich mehrere Parkbänke. Der Strommast im nordwestlichen Teil des Parks ist vollständig von bunt bemalten Betonwänden umschlossen. Im Park besteht generelles Hundeverbot, die nächste Hundezone ist etwa 100 Meter entfernt.
Im östlichen Teil des Parks bei der Stavangergasse befindet sich ein vom Bildhauer Hubert Wilfan 1997 geschaffenes Denkmal zur Erinnerung an Trygve Lie. Auf einem senkrecht aufgestellten Stein sind mittig drei Metallplatten mit den Inschriften „TRYGVE“, „LIE“ und „NORWEGISCHER POLITIKER 1896–1986 ERSTER GENERALSEKRETÄR DER UNO 1946–1953“ angebracht. Rechts unten befindet sich eine kleine Platte mit der Signatur des Bildhauers, „WILFAN 1997“. Der Gedenkstein ist von sieben liegenden, kreisförmig angeordneten Steinen umgeben.

## Baumbestand

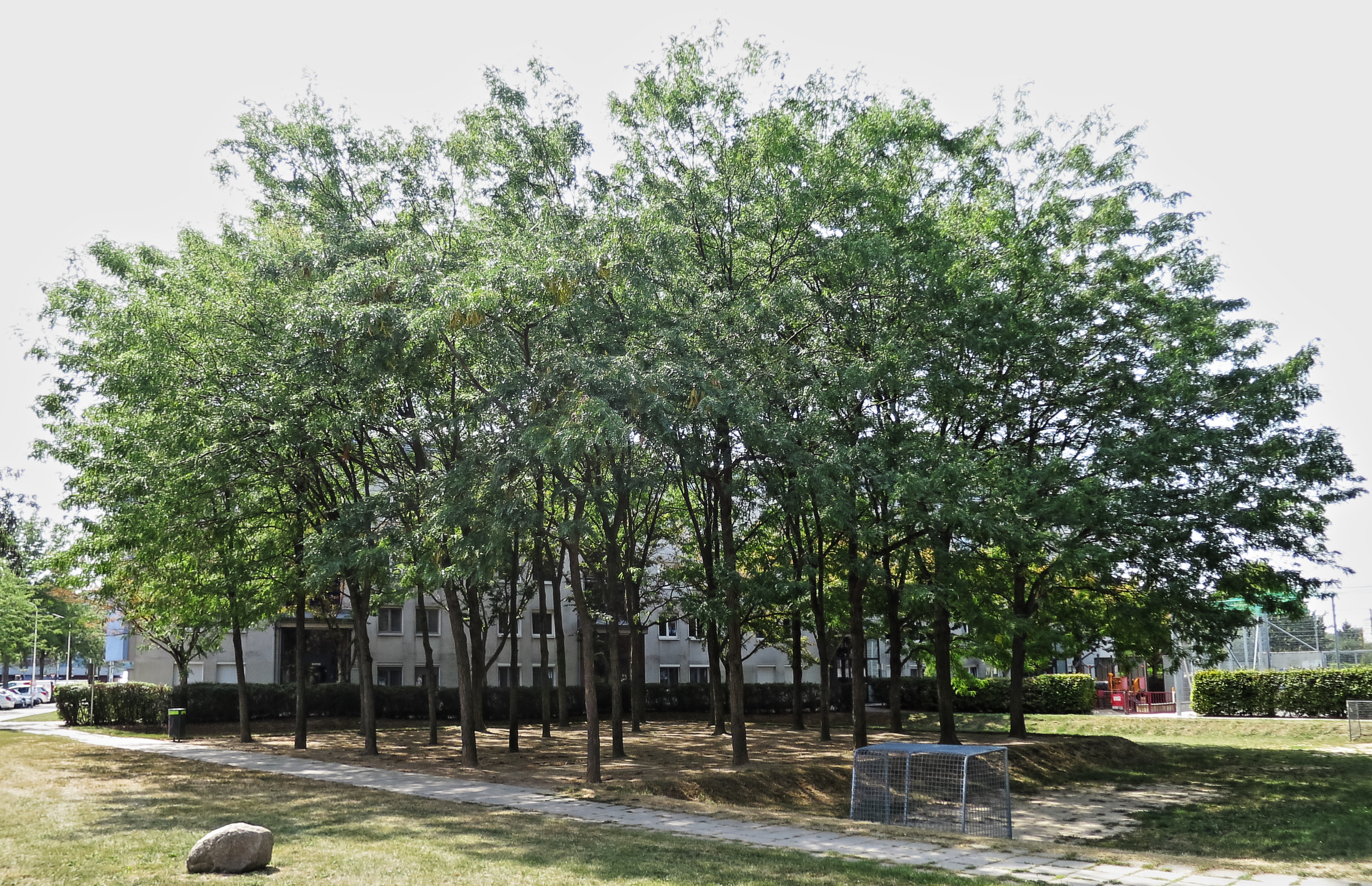
Lederhülsenbäume

Der Trygve-Lie-Park hat einen Bestand von 59 Bäumen (Stand 2017), folgende Baumarten und Zierformen sind vertreten:
- Südlicher Zürgelbaum (Celtis australis), entlang der nördlichen Parkgrenze
- Lederhülsenbaum (Gleditsia triacanthos), rasterförmig gepflanzte Baumgruppe im Süden des Parks
- Zierbirne (Pyrus calleryana 'Chanticleer'), entlang des zentralen Gehwegs durch den Park
- Hainbuche (Carpinus betulus), zwischen Strommast und Tönsbergweg
- Schlanke Säulenhainbuche (Carpinus betulus 'Frans Fontaine'), zwischen Tönsbergweg und Basketballkäfig/Spielplatz
- Eschen-Ahorn (Acer negundo), entlang der südlichen Parkgrenze